# Shuttle Carrier Aircraft
Shuttle Carrier Aircraft (SCA) son dos aviones Boeing 747 extensamente modificados que la NASA usaba para transportar los transbordadores espaciales. Uno de ellos es un modelo 747-100 que perteneció a American Airlines (N905NA), mientras que el otro es un 747-100SR de corto alcance que perteneció a Japan Airlines (N911NA).
Los SCAs se utilizan para transportar transbordadores espaciales de los sitios de aterrizaje hacia el complejo de despegue en el Kennedy Space Center, o, más específicamente, el NASA Shuttle Landing Facility, hacia y desde otros lugares demasiado lejanos para que los vehículos orbitales se transporten por vía terrestre. Los orbitadores se colocan en la parte superior de los SCAs con grandes estructuras de tipo pórtico que levanta los orbitadores del suelo para el servicio de post-vuelo, y luego engancharlos a los SCAs para el vuelo.
En los primeros vuelos de prueba, el transbordador era liberado del SCA durante el vuelo, y el transbordador se deslizaba para aterrizar bajo control propio.

## Diseño y desarrollo

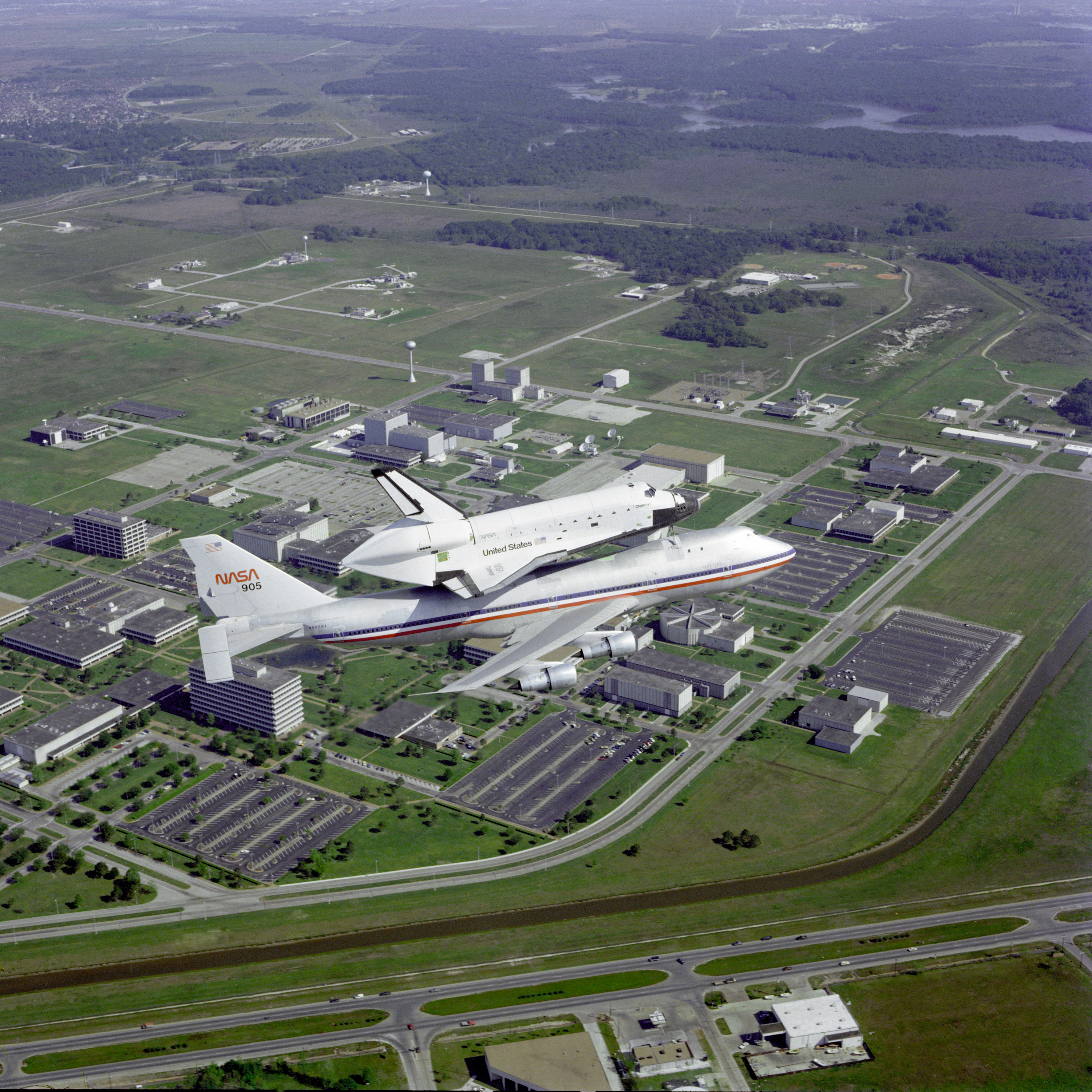
Transbordador espacial Challenger, sobre un Boeing 747, volando sobre el Johnson Space Center.

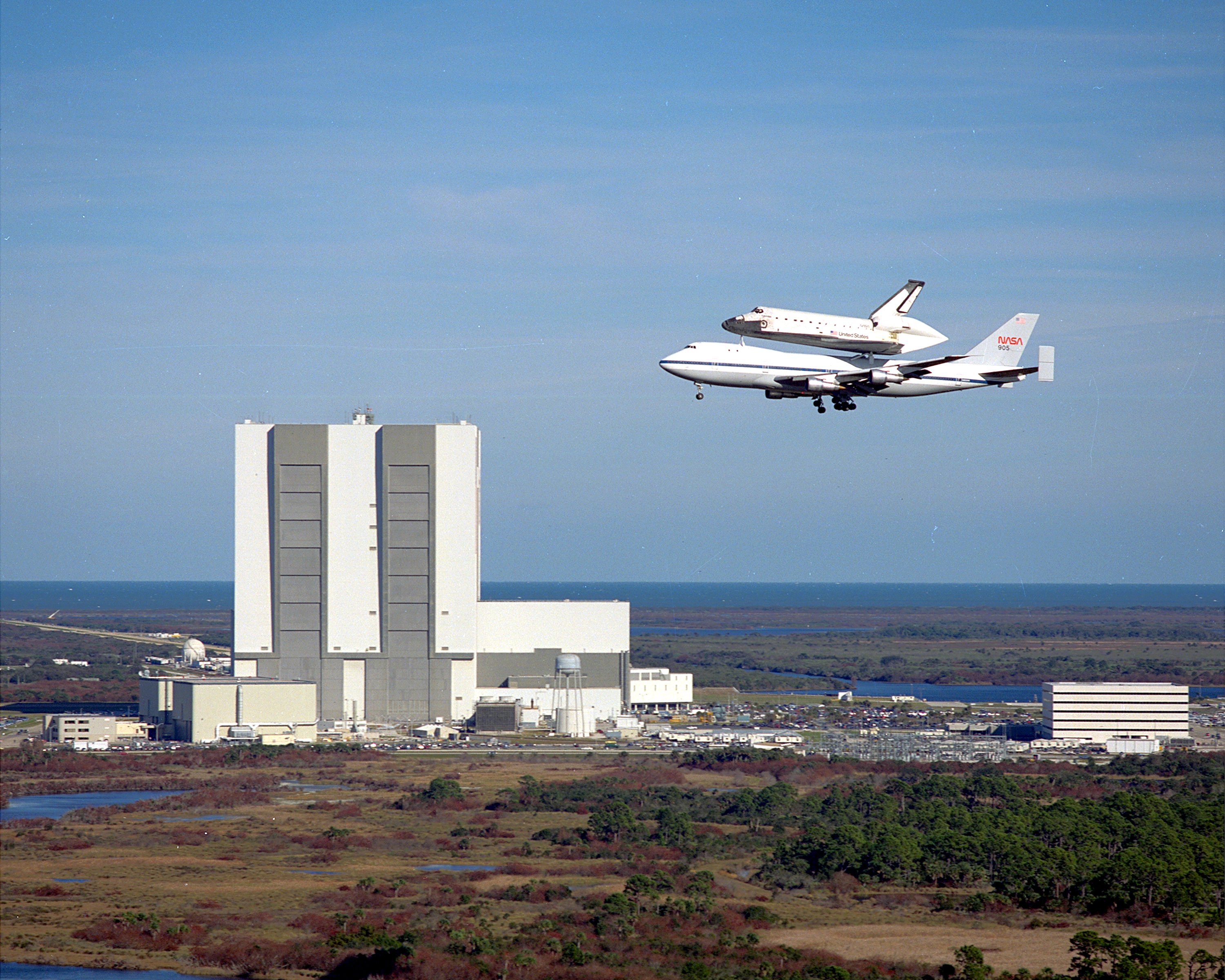
Transbordador espacial Columbia arriba del SCA N905NA, volando cerca del Vehicle Assembly Building en el Kennedy Space Center, en 1986. Nótese que el N905NA ya no tiene ninguna marca de American Airlines.

El primer avión, un Boeing 747-100 registrado como N905NA [1]. Fue adquirido en 1974 por parte de American Airlines e inicialmente usado como parte de un estudio por parte de NASADryden, así como también pruebas participando un F-104 volando en formación y simulando una "liberación" del 747.
El 747 fue ampliamente modificado por Boeing en 1976. Su cabina fue despojada, añadiendo montaje de estructuras, y el fuselaje fue fortalecido; los estabilizadores verticales se añadieron en la cola a para ayudar con la estabilización cuando el Orbitador fuera llevado. La aviónica y los motores también fueron mejorados, junto con un sistema de túneles de escape similar a los utilizados en los primeros vuelos de prueba del Boeing 747. El sistema de túneles de escape de la tripulación fue retirado tras la realización de la pruebas de aproximación y aterrizaje, debido a las preocupaciones sobre una posible ingestión en el motor tras el escape de un miembro de la tripulación.
El C-5 Galaxy fue considerado por la NASA para ser la nave transportadora, pero fue posteriormente descartado en favor del 747 — en parte debido al diseño de ala baja del 747's en comparación el diseño del C-5, y también debido a que se consideraba que la Fuerza Aérea de los Estados Unidos conservaría la propiedad de los aviones, mientras que en el caso del 747 la NASA sería el propietario.
A inicios de 1980, el SCA N905NA no llevó más las marcas distintivas de American Airlines, NASA las remplazó con una decoración propia.
En 1988, a raíz del accidente del Challenger, la NASA adquirió un excedente de 747SR N911NA [2] de Japan Airlines. Registrado como N911NA entró en servicio en 1990 después de modificaciones similares al N905NA. Fue usado por primera vez en 1991 para transportar el nuevo transbordador Endeavour de Palmdale, California al centro espacial Kennedy.
Las dos aeronaves son idénticas en funcionamiento, aunque el N911NA tiene diez ventanas en el piso superior, cinco de cada lado, mientras que el N905NA solo tiene dos. El punto de montaje trasero del N905NA, tiene una instrucción en tono irónico que dice "Attach Orbiter Here" (Enganchar el Orbitador Aquí) — aclarando además "Black Side Down" (Lado Negro Hacia Abajo).
Uno de los Shuttle Carriers actualmente reside en el Dryden Flight Research Center en la Edwards Air Force Base, California. El otro Shuttle Carrier se ubica en el Pinal Airpark, en Arizona.

## Especificaciones
- Tripulación: 4: piloto, copiloto, 2 ingenieros de vuelo (1 ingeniero de vuelo cuando no lleva Shuttle)
- Longitud: 231 pies 4 en (70,5 m)
- Envergadura: 195 pies 8 en (59,7 m)
- Altura: 63 pies 5 en (19,3 m)
- Peso cuando está vacío: 318.000 libras (144.200 kg)
- Peso máximo de despegue: 710.000 libras (322.000 kg)
- Motor: 4 turboventiladores P&W JT9D-7J, 50.000 lbf (222 kN) cada uno

Rendimiento
- Velocidad de crucero: Mach 0,6 (397 nudos, 457 mph, 735 km / h)
- Alcance: 1.150 millas (1.000 nmi, 1.850 km) en el ejercicio de lanzadera
- Techo de vuelo: 15.000 pies (5.000 m) (con Shuttle)

## Galería

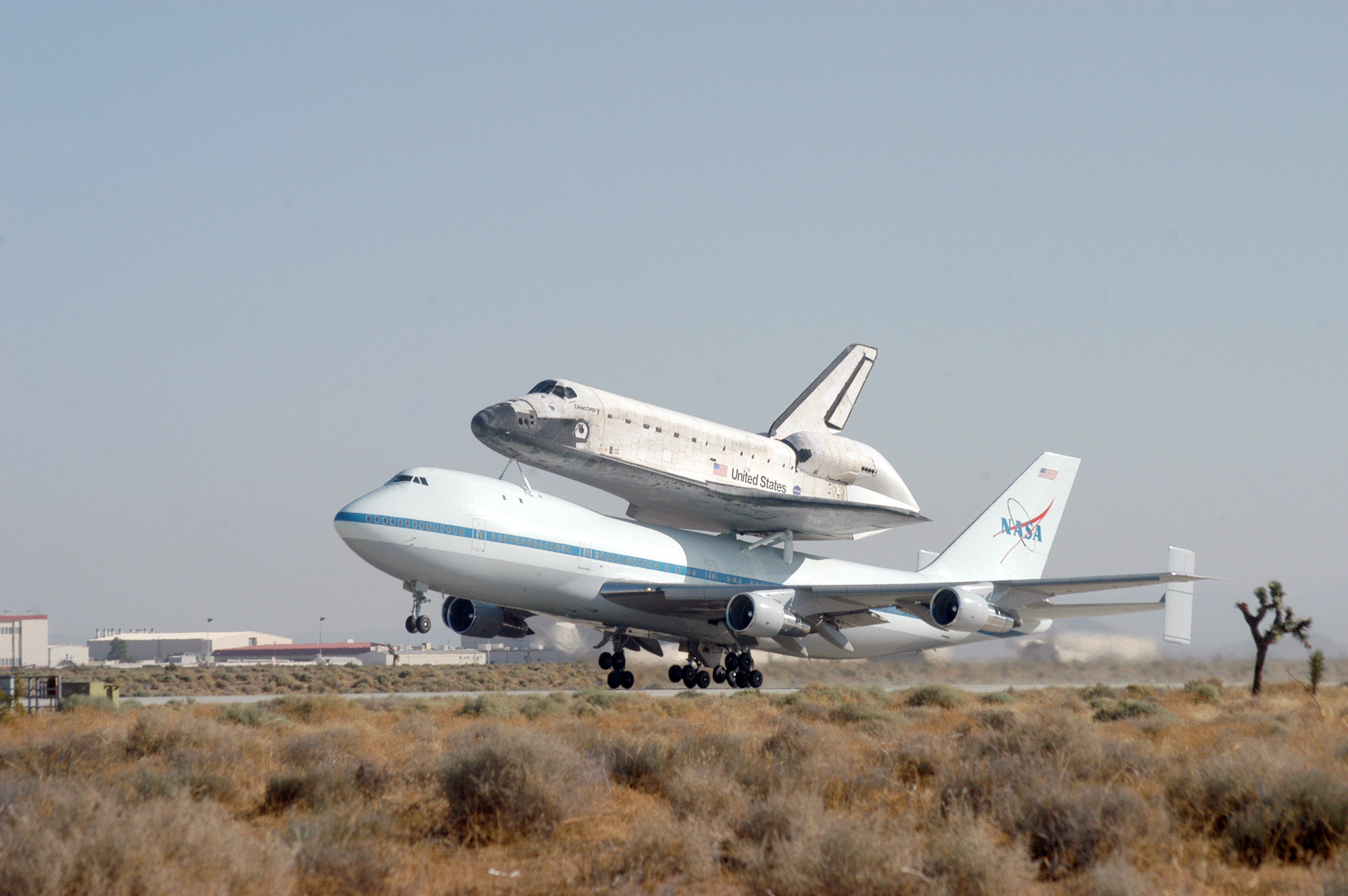
Transbordador espacial Discovery despegando de la Base de la Fuerza Aérea Edwards al Centro espacial John F. Kennedy, tras finalizar la STS-114.
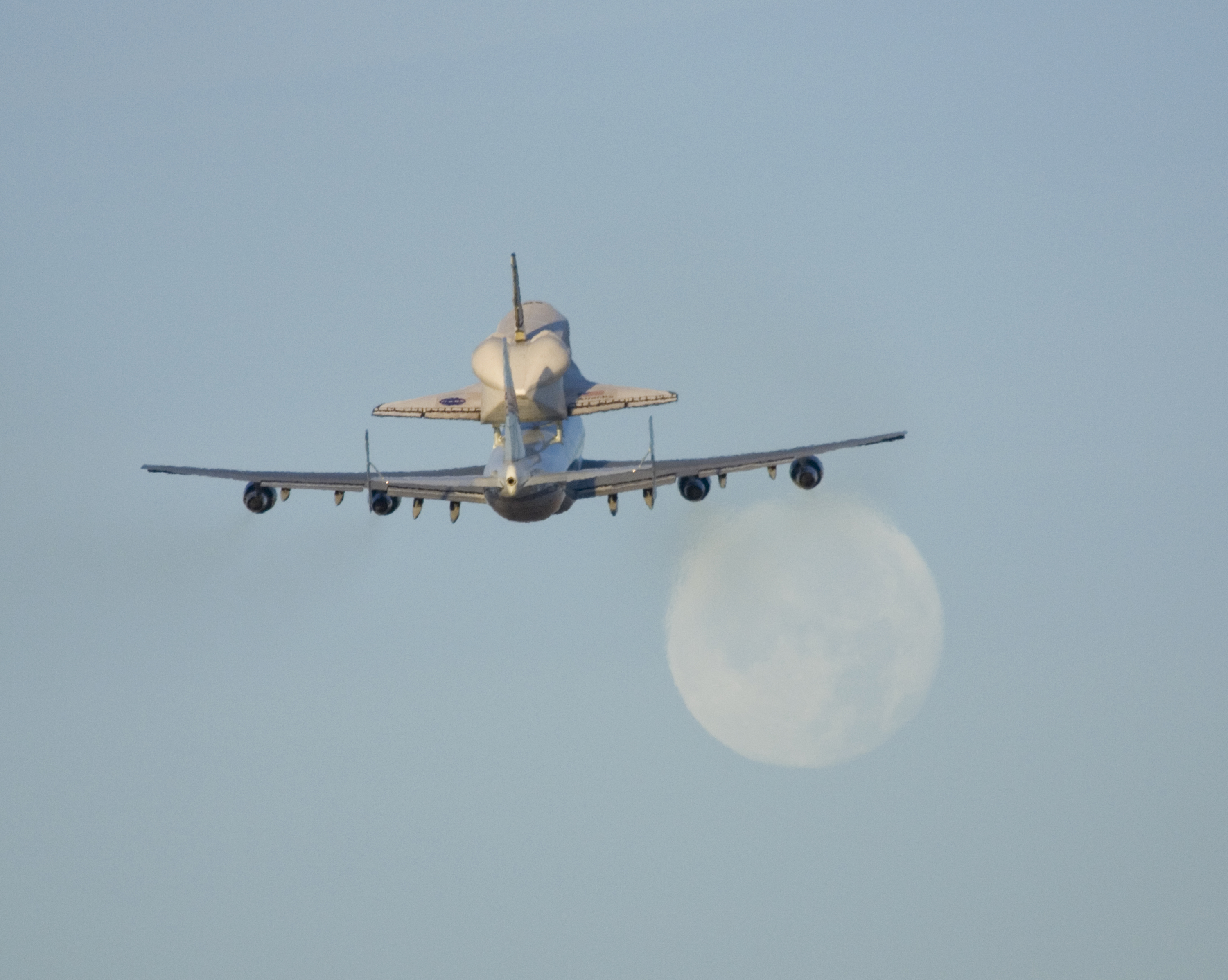
Transbordador espacial Atlantis transportado por un 747 de la NASA.
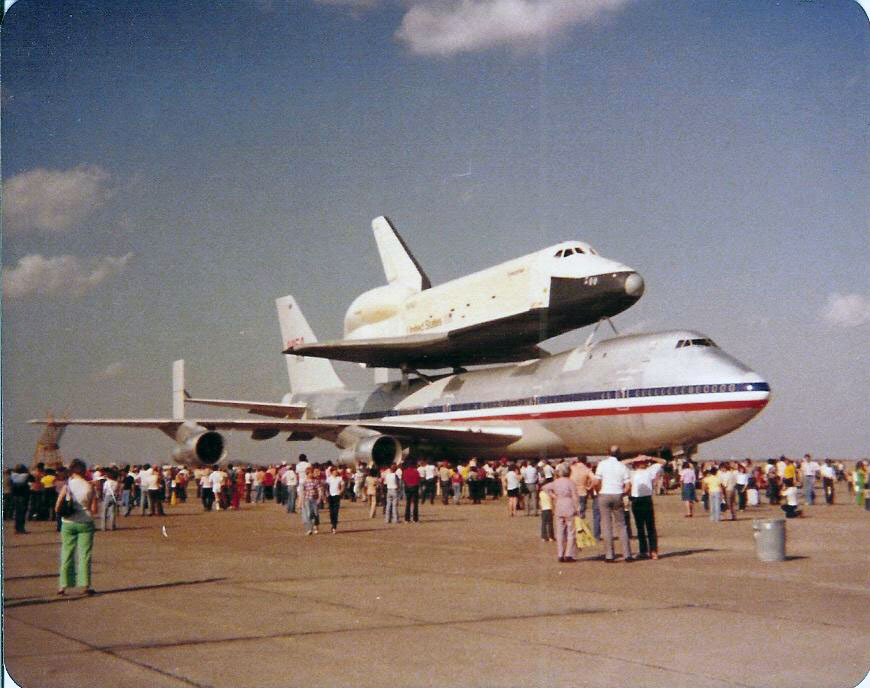
Transbordador espacial Enterprise sobre un 747 de la NASA, durante una exposición estática.